# Karl Röll
Karl Röll (* 16. Juli 1916; † 1968) war ein deutscher Fußballspieler.

## Karriere

### Vereine
Röll begann das Fußballspielen bei Borussia Fulda und wechselte, dem Jugendalter entwachsen, im Jahr 1936 zu Eintracht Frankfurt, dem Verein, dem er bis 1946 angehören sollte. Von 1936 bis 1939 stürmte er in der Gauliga Südwest, in einer von zunächst 16, später auf 23 aufgestockten Gauligen zur Zeit des Nationalsozialismus als höchste Spielklasse im Deutschen Reich. In dieser Zeit gewann er 1938 die Gaumeisterschaft und nahm infolgedessen mit seiner Mannschaft an der Endrunde um die Deutsche Meisterschaft teil. Er bestritt fünf der sechs Spiele in der Gruppe A, debütierte am 3. April 1938 in Insterburg beim 5:1-Sieg über Yorck Boyen Insterburg und erzielte seine ersten beiden Tore von insgesamt dreien am 15. April 1938 in Stettin beim 6:5-Sieg über den Stettiner SC. Im Wettbewerb um den Tschammerpokal kam er in den Jahren 1938, 1939, 1940 und 1942 jeweils einmal zum Einsatz; am 20. August 1939 erzielte er beim 5:0-Erstrundensieg über den SV Beuel 06, sowie am 29. September 1940 bei der 2:3-Achtelfinalniederlage im heimischen Waldstadion gegen Fortuna Düsseldorf jeweils ein Tor.
Als Gastspieler kam er im Jahr 1939 für Alemannia Aachen kurzfristig in der Gauliga Mittelrhein, wie auch in der Saison 1942/43 für die SpVgg Zeitz 1910 in der Gauliga Mitte zum Einsatz.
Nach Frankfurt zurückgekehrt, spielte er die Saison 1943/44 erneut für die Eintracht – durch die kriegsbedingte Aufteilung – in der Gauliga Hessen-Nassau wie auch 1944/45, allerdings in der Staffel 3 und inzwischen für die KSG FSV/Eintracht Frankfurt. Nach dem Ende des Zweiten Weltkriegs kam er noch eine Saison lang in der Oberliga Süd zum Einsatz. Seine Spielerkarriere beendete er 1948 in Langenselbold für die dort ansässige SpVgg 1910 Langenselbold in der Kreisliga A Main-Kinzig-Kreis.

### Auswahlmannschaft
Als Spieler der Gauauswahlmannschaft Südwest nahm er auch am Wettbewerb um den Reichsbundpokal teil. Nachdem seine Mannschaft sich 1937/38 erfolgreich bis ins Finale spielte, in dem er auch eingesetzt wurde, unterlag er mit ihr am 6. März 1938 auf der Mitteldeutschen Kampfbahn in Erfurt vor 15.000 Zuschauern der Gauauswahlmannschaft Nordmark mit 1:3.

## Erfolge
- Gaumeister Südwest 1938
- Reichsbundpokal-Finalist 1938